# Sietze Douwes van Veen

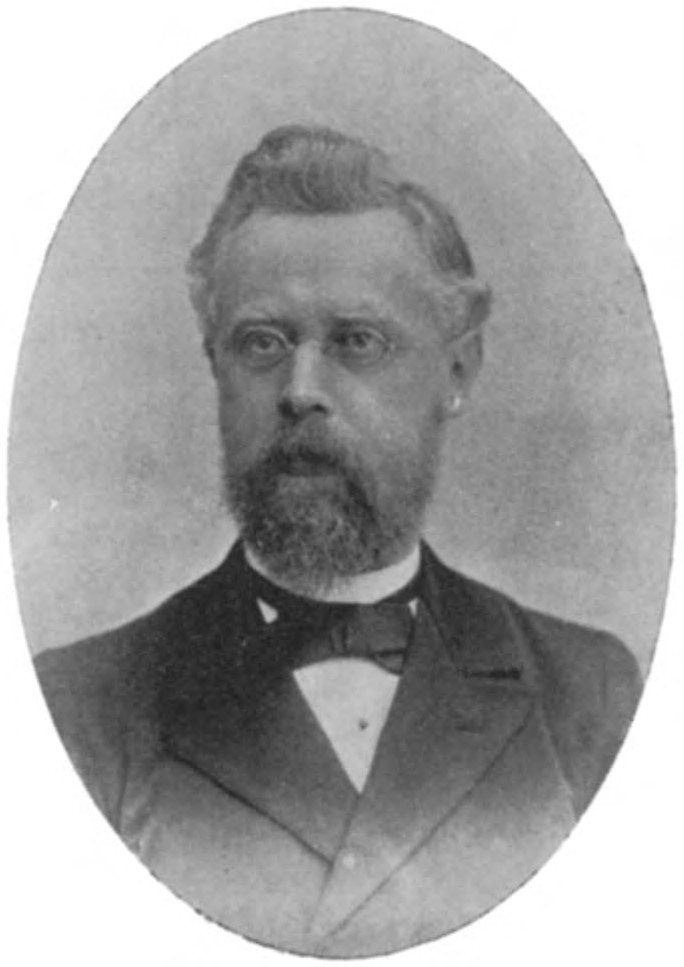
Sietze Douwes van Veen

Sietze Douwes van Veen (Lemmer, 7 oktober 1856 - Zeist, 22 augustus 1924) was een Nederlandse hervormde predikant. Daarnaast was hij hoogleraar theologie (kerkgeschiedenis) aan de Rijksuniversiteit Utrecht en vanaf 1907 rector magnificus van diezelfde universiteit. Hij had een eredoctoraat aan de Rheinische Friedrich-Wilhelms Universiteit in Bonn.

## Biografie
Van Veen begon zijn studie theologie aan de Rijksuniversiteit Utrecht in 1875. Gedurende zijn studietijd werd, door wettelijke veranderingen in het universitair onderwijs, het aantal hoogleraren van de theologische faculteit verdubbeld. Aan J.J. Van Oosterzee, N. Beets en J.I Doedes werden J.J. Ph. Valeton jr., T. Cannegieter en E.H. Lasonder toegevoegd. In 1881 aanvaardde Van Veen de Evangeliebediening in de gemeente Molkwerum en was hij achtereenvolgens predikant in Rijperkerk (1884), Dedemsvaart (1886), Groningen (1887) en Rotterdam (1896). Het vak van Beets, kerkgeschiedenis, had zijn voorliefde. Hij moest zich daarin echter zelf methodisch scholen. Beets legde meer nadruk op karaktervormende dan op exacte beschrijvingen. De kerkelijke ontwikkelingen, en met name het beroep van A. Kuyper c.s. op de oude kerkorde, prikkelden Van Veen tot bestudering van de periode voor 1816. Zijn publicaties in de periode 1885 - 1887 getuigen daarvan. Hij toonde met groot gevoel voor waarheidsvinding aan hoe de toestanden onder die kerkorde werkelijk waren geweest. Verder redigeerde Van Veen met sterk hervormde overtuiging met de Sneker predikant F.J.P. Moquette het weekblad “De Banier”, dat vooral in de noordelijke provincies invloed had. Ook vormde Van Veen met H.G. Kleyn de redactie van de serie “Losse blaadjes over de belangen van de Nederlandsch Hervormde Kerk”. Hierin, maar ook in andere publicaties, liet Van Veen duidelijk zijn aversie van de doleantie blijken. Sinds 1896 nam hij te Groningen deel aan historische avonden, die daar maandelijks op initiatief van Prof. Dr. J. Reitsma werden gehouden. De lezingen werden alle gepubliceerd.   
Van Veen promoveerde te Utrecht op 15 juni 1888 bij Beets’ opvolger Prof. Dr. J. Cramer. Zijn dissertatie droeg de titel "De gereformeerde Kerk in Friesland van 1795-1804". In 1891 prikkelden het eerste Christelijke Sociale Congres hem om in een leerrede los van Kuyper een eigen visie over het socialisme te geven. Van Veen werd echter bij nog groter werk betrokken. Reitsma nam het initiatief om de “Acta der provinciale en particuliere synoden, gehouden in de Noordelijke Nederlanden gedurende de jaren 1572 – 1620” te verzamelen. Van Veen name een stuk van dit werk op zich. Zo raakte hun beider naam voorgoed verbonden aan deze achtdelige bronnenpublicatie die in snel tempo tussen 1892-1899 verscheen en blijvende waardering oogstte. 
Op 5 augustus 1896 volgde zijn "Oratio Inaugurales" getiteld “Het academische onderwijs en de geschiedenis van het Christendom” en zijn benoeming tot hoogleraar aan de Rijksuniversiteit Utrecht met als leerstoel "Geschiedenis van het Christendom, Geschiedenis der Leerstellingen van het Christendom en Christelijke Archeologie". Omdat van hem nu ook niet-vaderlandse onderwerpen werden verwacht, wierp hij zich op de 19e eeuw, hetgeen in 1904 resulteerde in “Een eeuw van worsteling”, als handboek om zijn 928 bladzijden bij de studenten gevreesd. Nieuw was zijn aanpak om daarin ook aandacht te besteden aan Rooms-katholicisme, Grieks-orthodoxen, dissenters en sekten. Ook werden hoofdstukken over theologie en kunst in dit werk opgenomen. In 1907 werd professor Van Veen Rector Magnificus van de Rijksuniversiteit Utrecht en sprak daarbij over “De christelijke kerk en de machthebbers der waereld”. T.g.v het 150-jarig bestaan in 1911 van het Stipendium Bernardium, een beurs waardoor veel gereformeerde studenten uit Hongarije en het Rijnland-Palts in Utrecht theologie konden studeren, verscheen nog een grote publicatie van zijn hand over dit fonds. 
In 1910 was Van Veen algemeen voorzitter van de door de Volksbond tegen Drankmisbruik georganiseerde Nationale tentoonstelling voor huisvlijt. Van Veen ging met maatschappelijke activiteiten en het populariseren van zijn vak gedurende zijn Utrechtse decennia door. Zo was hij bestuurslid van diverse stichtingen en verenigingen, waaronder Curator van het Christelijk Gymnasium Utrecht.. Hoewel hij theologisch binnen zijn eigen faculteit minder invloed had dan Valeton en H.Th. Obbink, promoveerden van de 46 Utrechtse theologische doctores tussen 1896 en 1921 19 bij Van Veen. 
Van Veen was Ridder in de Orde van de Nederlandse Leeuw. Op 20 juli 1911 werd hem en Prof. Dr. Josué Jean Philippe Valeton door Keizer Wilhelm II tevens de Pruisische Kroonorde,IIIe Klasse verleend. Sinds 1917 ging het met de gezondheid van Van Veen achteruit en moest hij in 1921 ontslag nemen. 
Twee jaar na zijn dood gaf de latere kardinaal J. de Jong hem de eer, dat hij vrijwel de enige was die over de Aprilbeweging van 1853 objectief had geschreven 
Zijn broer Rienk van Veen was politicus en lid van de Tweede Kamer der Staten Generaal.